# Saint-Léger-du-Malzieu
Saint-Léger-du-Malzieu – miejscowość i gmina we Francji, w regionie Oksytania, w departamencie Lozère. W 2013 roku populacja gminy wynosiła 208 mieszkańców. Przez gminę przepływa rzeka Truyère. 